# Ekbacken, Linköpings kommun
Ekbacken är en bebyggelse söder om Roxen i Linköpings kommun. Från 2023 avgränsar SCB här en småort.<